# 진섬
진섬(장도, 長島)은 전라남도 완도군 신지면에 있는 섬이며, 특정도서로 지정하여 관리되고 있다.

## 특정도서
진섬은 상록활엽수림(모밀잣밤나무)가 분포하여, 식물구계학적으로 남해안 식물대를 대표하며, 남해안 해조류 군집의 전형을 보여주어, 독도 등 도서지역의 생태계보전에 관한 특별법에 의거하여 특정도서로 지정되었다.
- 지정번호 : 제55호.
- 면적 : 164,107m2
- 지번 : 전라남도 완도군 신지면 월양리 산372